# プロキシーファイト
プロキシーファイト（英語: Proxy Fight）とは、株主が株主総会において自らの株主提案を可決させるため、議決権行使にかかる他の株主の委任状（Proxy）を、会社の経営陣あるいは別の立場の株主と争奪（Fight）する多数派工作のこと。日本語では委任状闘争、委任状争奪合戦などと訳される。
プロキシーファイトが成功すれば、投入した資金以上の議決権を確保することが可能となるが、経営戦略上の理由によっては採算を度外視する場合もある。プロキシーファイトの活用法としては、例えば、20％を超える買付に対しポイズンピルが発動する企業を買収する場合、20％弱までの買付にとどめた上でプロキシーファイトを仕掛け、株主総会決議により取締役を送り込む手法が考えられる。

## 事例
- ヒューレット・パッカードの2002年3月開催の株主総会において、コンパックとの合併を模索するカーリー・フィオリーナ会長兼最高経営責任者（CEO）率いる同社経営陣と、これに反対のウォルター・ヒューレットを筆頭とする創業者一族との間でプロキシーファイトが繰り広げられた。採決では取締役会提案が僅差で可決され、決議無効を争う裁判の後に確定した。
- 東京スタイルの2002年5月開催の株主総会において、配当金の大幅増額（当初会社予想1株当たり配当額12.5円を500円へ）、自己株式の取得（上限500億円）、社外取締役の選任を求め、村上世彰率いる村上ファンドがプロキシーファイトを仕掛けた。採決では、取引先との持ち合いや1株当たり20円への増配提案により、取締役会提案が可決された。
- TBSの2007年6月開催の株主総会において、筆頭株主である楽天グループが、『三木谷浩史楽天社長らの社外取締役選任』『買収防衛策発動に株主総会の特別決議を必要とするよう定款を変更すること』を求める株主提案を提出し、TBSとの間でプロキシーファイトを繰り広げた。採決では、TBS株主の賛同をほとんど得られなかった楽天の株主提案は、圧倒的な反対多数で否決された。
- CFSコーポレーションの2008年1月開催の臨時株主総会において、調剤薬局最大手のアインファーマシーズとの株式移転による経営統合を目指すCFS経営陣と、統合比率が不利なことなどを理由に統合に反対する筆頭株主のイオン株式会社との間でプロキシーファイトが繰り広げられた。採決では、激しい攻防の末にイオンが3分の1超の反対票獲得に成功。経営統合議案は否決され、アインとの統合は破談となった。
- 大塚家具における、2015年（平成27年）3月開催の株主総会において、大塚勝久と大塚久美子との創業者一族内で親子喧嘩が勃発。株主総会に向けてプロキシーファイトが勃発し、大塚久美子側の勝利で終了。
- 三東工業社の2017年9月開催の株主総会において、大株主の合同会社M&Sが配当金の大幅増額（当初会社予想1株当たり配当額4円を29円へ）を求めプロキシーファイトを仕掛けた。三東工業社が潤沢な現預金を保有し続けている一方、銀行借り入れが6億円あることから、現預金で借り入れを返済し、剰余金を配当に回すべきだと主張。採決では、取引先との持ち合いによって、合同会社M&Sによる株主提案は否決された。
- 五洋インテックスの株主であるBTホールディングが創業者一族の二代目代表取締役社長・大脇功嗣の解任を求める株主提案を行い、2018年4月に開催された臨時株主総会で82％の賛成を得て可決。大脇は解任され、株主推薦で実業家の宮原雄一が後任の社長として選任された[1]。
- LIXILグループの2019年6月開催の株主総会で、前年10月に旧トステム創業家出身の潮田洋一郎によってCEOを解任され取締役となっていた瀬戸欣哉が自身のCEO復帰および自身が指名した人物の取締役就任を求め潮田とプロキシ―ファイトを展開。採決では瀬戸および瀬戸が指定した取締役候補全員が選任され、提案は可決された。